# 保罗·加伊
保罗·加伊（法語：Paul Gailly，法語發音：[pɔl ɡaji]；1894年8月2日—？），比利时男子水球运动员。他曾代表比利时参加1920年和1924年夏季奥林匹克运动会水球比赛，获得二枚银牌。